# Vivid Entertainment
Vivid Entertainment Group — самая большая в мире компания по производству фильмов для взрослых, выпускающая фильмы на VHS, DVD и в интернете. Vivid специализируется на производстве высококачественной порно-продукции, снимая видео в экзотических местах, используя профессиональное оборудование. Основателем компании является Стивен Хирш, совладельцем компании является Билл Эшер.

## Юридические иски
6 декабря 2007 года Vivid Entertainment подало иск о нарушениях авторского права против PornoTube. В иске было сказано, что сайт, похожий на YouTube, получает прибыль нелегально размещая фильмы Vivid и нарушает Child Protection and Obscenity Enforcement Act, не соблюдая федеральный закон о проверке возраста, который относится к киноиндустрии для взрослых. Иск был решён во внесудебном порядке.
В апреле 2010 года певица Минди Маккриди отправила Vivid письмо с претензией по поводу нарушения исключительного права на товарный знак и осуществления недобросовестной конкуренции и запретила компании распространять копии её секс-видео. Vivid же предоставили доказательства, что имеют подписанное Маккриди разрешение на распространение.

## Награды
Согласно AVN, Vivid выиграла наград больше, чем любая другая студия в истории индустрии. Среди них:
- 1987 AVN Award — 'Best Video Feature' за Blame it on Ginger[10]
- 1991 AVN Award — 'Best Vignette Release' за Beat the Heat[11]
- 1992 AVN Award — 'Best Vignette Release' за Scarlet Fantasy[12]
- 1992 AVN Award — 'Top Renting Release of the Year' за The Masseuse[12]
- 1992 AVN Award — 'Best Film' за On Trial[12]
- 1997 AVN Award — 'Best Film' за Bobby Sox[13]
- 1998 AVN Award — 'Best Film' за Bad Wives[14]
- 2000 AVN Award — 'Best Film' за Seven Deadly Sins[15]
- 2002 AVN Award — 'Best Film' за Fade To Black[16]
- 2003 AVN Award — 'Top Selling Release of the Year' за Brianna Loves Jenna[17]
- 2003 AVN Award — 'Top Renting Release of the Year' for Brianna Loves Jenna[17]
- 2004 AVN Award — 'Best Film' for Heart of Darkness[18]
- 2005 AVN Award — 'Best Film' за The Masseuse[19]
- 2005 AVN Award — 'Best Video Feature' за Bella Loves Jenna[19]
- 2006 AVN Award — 'Best Film' за The New Devil in Miss Jones[20]
- 2006 AVN Award — 'Top Renting Release of the Year' за The Masseuse[20]
- 2007 AVN Award — 'Best Gonzo Release' за Chemistry[21]
- 2007 AVN Award — 'Best Interactive CD-ROM — Game' за Virtual Vivid Girl Sunny Leone[21]
- 2008 AVN Award — Top Renting Title of the Year — 2007' за Debbie Does Dallas … Again[22]
- 2008 AVN Award — 'Best Film' за Layout[22]
- 2008 AVN Award — 'Best Pro-Am Series' за Filthy’s First Taste[22]
- 2009 AVN Award — 'Best Music Soundtrack' — The Bad Luck Betties[23]
- 2009 AVN Award — 'Best Educational Release' за Tristan Taormino’s Expert Guide to Oral Sex 2[23]
- 2009 AVN Award — 'Best Film' за Cry Wolf[23]
- 2010 AVN Award — Throat: A Cautionary Tale выиграл 5 наград[24]
- 2010 AVN Award — 'Best Overall Marketing Campaign — Company Image'[24]
- 2010 AVN Award — 'Best Music Soundtrack' — Live in My Secrets — Vivid-Alt[24]
- 2010 AVN Award — Vivid Ed for 'Best Educational Release' — Tristan Taormino’s Expert Guide to Threesomes[24]
- 2010 AVN Award — 'Best Pro-Am Series' Brand New Faces[24]